# Џојс Керол Отс
Џојс Керол Отс (енгл. Joyce Carol Oates; Локпорт, 16. јун 1938) је америчка списатељица. Објавила је своју прву књигу 1963. године, и од тада је објавила 58 романа, низ драма и новела, и многе томове кратких прича, поезије и публицистике. Њени романи Black Water (1992), What I Lived For (1994) и Blonde (2000) и њене збирке кратких прича The Wheel of Love (1970) и Lovely, Dark, Deep: Stories (2014) били су финалисти за Пулицерову награду. Освојила је многе награде за своје писање, укључујући Националну награду за књигу, за роман Them (1969), две О. Хенри награде, Националну медаљу за хуманистичке науке и награду Јерусалима (2019).
Отс је предавала на Универзитету Принстон од 1978. до 2014. године. Од 2016. до 2020. била је гостујући професор на Универзитету Калифорније, Беркли, где је предавала кратку белетристику у пролећним семестрима. Сада предаје на Универзитету Рутгерс у Њу Брунсвику.
Отс је изабрана у Америчко филозофско друштво 2016.

## Младост и образовање
Отс је рођена у Локпорту у Њујорку, као најстарије од троје деце Каролине (рођене Буш), домаћице мађарског порекла, и Фредерика Џејмса Отса, дизајнера алата и калупа. Одрасла је на фарми својих родитеља ван града.
Њен брат Фред млађи и сестра Лин Ен рођени су 1943. и 1956. године. Лин Ен има аутизам и смештена је у одговарајућу установу, а Отс је није видела од 1971. Отс је одрасла у радничкој пољопривредној заједници у Милерспорту у Њујорку. Своју је заједницу окарактерисала као „срећну, блиску и необичну породицу за наше време, место и економски статус“, али своје детињство као „свакодневну борбу за егзистенцију“. Њена удовица бака по оцу, Бланш Вудсајд, живела је са породицом и била је "веома блиска" са Џојс. Након Бланшине смрти, Џојс је сазнала да се Бланшин отац убио. Отс се на крају ослањала на аспекте живота своје баке у писању романа The Gravedigger's Daughter (2007).
Насиље је покварило животе Отс и њених недавних предака: биолошки отац њене мајке је убијен 1917. године, што је довело до неформалног усвајања њене мајке. Са четрнаест година, Џојсина бака по оцу Бланш преживела је покушај убиства-самоубиства од стране сопственог оца. Убио се. Када је  била дете, њен сусед изјаснио се кривим за подметање пожара и покушај убиства његове породице, и осуђен је на затворску казну у поправном заводу Атика.
Џојс је похађала исту једнособну школу коју је похађала и њена мајка као дете. За читање се заинтересовала у раном детињству и сећа се Бланшиног поклона Алисиних авантура у земљи чуда (1865) Луиса Керола као „великог блага мог детињства и најдубљег књижевног утицаја у мом животу. Била је то љубав на први поглед!" У раним тинејџерским годинама читала је дела Шарлоте Бронте, Емили Бронте, Фјодора Достојевског, Вилијама Фокнера, Ернеста Хемингвеја и Хенрија Дејвида Тороа, писаца чији „утицаји остају веома дубоки“.
Отс је почела да пише са 14 година, када јој је Бланш дала писаћу машину. Касније је прешла у неколико већих, приградских школа и дипломирала у средњој школи Вилијамсвил Саут 1956. године, где је радила за средњошколске новине. Била је прва у породици која је завршила средњу школу.
Као тинејџерка, Отс је такође рано добила признање за своје писање освојивши награду за школску уметност и писање.

## Универзитет
Отс је зарадила стипендију за похађање Универзитета у Сиракузи, где се придружила женском сестринству Phi Mu. Сматрала је да је Сиракуза „веома узбудљиво место у академском и интелектуалном смислу“, и тренирала је тако што је „писала роман за романом и увек их избацивала када сам их завршила“. Тада је Отс је почела да чита радове Франца Кафке, Д.Х. Лоренса, Томаса Мана и Фланери О'Конора, и приметила је да су „ови утицаји још увек прилично јаки, продорни“. Са 19 година победила је на такмичењу "колеџске кратке приче" које је спонзорисао часопис Mademoiselle. Отс је изабрана у сестринство Phi Beta Kappa (Фи Бета Капа) као јуниор и дипломирала је уз опроштајни говор на Универзитету у Сиракузи са summa cum laude из енглеског 1960.  Магистрирала је на Универзитету Висконсин (Медисон) 1961. године. Била је студент докторант на Универзитету Рајс, али је отишла да би постала писац са пуним радним временом.
Евелин Шрифте, председница издавачке куће Vanguard Press, упознала је Отс убрзо након што је Отс магистрирала. "Она је тек изашла из школе, а ја сам мислила да је геније", рекла је Шрифте. Vanguard Press је објавио прву књигу Џојс Отс, збирку кратких прича By the North Gate, 1963.

## Каријера
Vanguard Press је објавио Џојсин први роман With Shuddering Fall (1964), када је она имала 26 година. Године 1966. објавила је „Where Are You Going, Where Have You Been?“, кратку причу посвећену Бобу Дилану и написану након слушања његове песме „It's All Over Now, Baby Blue“. Прича је донекле заснована на серијском убици Чарлсу Шмиду. Много пута је антологизован и адаптиран као филм 1985, Smooth Talk, у којем је глумила Лора Дерн. Године 2008. Отс је рекла да је од свих њених објављених радова најпознатија по филму „Where Are You Going, Where Have You Been?“
Још једна рана кратка прича, „In a Region of Ice“ (The Atlantic Monthly, август 1966.), приказује младог, надареног студента јеврејско-америчког порекла. Говори о његовом одласку у протест против света образовања и трезвеног, успостављеног друштва његових родитеља, његовој депресији, и на крају убиству-и-самоубиству. Инспирисана је инцидентом из стварног живота (као и у неколико њених радова) а Отс је била упозната са моделом свог протагонисте. Ову тему је поново третирала у насловној причи своје збирке Last Days: Stories (1984). "In the Region of Ice" је освојила прву од њене две О. Хенри награде.
Њен други роман био је A Garden of Earthly Delights (1967), први из такозваног квартета Вондерланд који је објавио Вангуард 1967–1971. Сви су били финалисти годишње Националне награде за књигу. Трећи роман у низу, Them (1969), освојио је Националну награду за књижевност 1970. године.  Радња се одвија у Детроиту у временском распону од 1930-их до 1960-их, већином у црним гето четвртима, и отворено се бави криминалом, дрогом и расним и класним сукобима. Опет, неки од кључних ликова и догађаја засновани су на стварним људима које је Отс познавала или за њих чула током година у граду. Од тада је у просеку објављивала две књиге годишње. Честе теме у њеном раду су рурално сиромаштво, сексуално злостављање, класне тензије, жеља за моћи, женско детињство и адолесценција, а повремено и „фантастика“. Насиље је константа у њеном раду, чак је и навела Отс да напише есеј као одговор на питање: „Зашто је твоје писање тако насилно?“
Почетком 1980-их, Отс је почела да пише приче у готичком и хорор жанровима; у свом походу на ове жанрове, Отс је рекла да је била под „дубоким утицајем“ Кафке и да је осетила „сродство писаца“ са Џејмсом Џојсом.
Године 1996. Отс је објавила We Were the Mulvaneys, роман о распаду америчке породице, који је постао бестселер након што га је Oprah's Book Club одабрао 2001. На крају претворен у ТВ филм, који је био номинован за неколико награда. Током 1990-их и раних 2000-их, Отс је написала неколико књига, углавном напетих романа, под псеудонимима Розамонд Смит и Лорен Кели.
Кратка прича "Landfill" из 2006. критикована је зато што се ослања на смрт, неколико месеци раније, Џона А. Фиока млађег, 19-годишњег студента из Њу Џерсија.
Године 1998. Отс је добила награду Ф. Скот Фицџералд за достигнућа у америчкој књижевности, која се додељује сваке године у знак признања изузетних достигнућа у америчкој књижевности.

### Ontario Review
Отс је основала Ontario Review, књижевни часопис, 1974. године у Канади, са Рејмондом Џеј Смитом, њеним мужем и дипломираним студентом, који ће на крају постати професор књижевности 18. века. Смит је био уредник овог подухвата, а Отс, помоћни уредник. Мисија часописа, према Смиту, уреднику, била је да премости књижевну и уметничку културу САД и Канаде: „Покушали смо то да урадимо објављивањем писаца и уметника из обе земље, као и есеја и критика интеркултуралне природе." 
Године 1980. Отс и Смит су основали Ontario Review Books, независну издавачку кућу.

### Наставничка каријера
Отс је годину дана предавала у Бомонту у Тексасу, а затим се преселила у Детроит 1962. године, где је почела да предаје на Универзитету у Детроиту. Због Вијетнамског рата, расних немира у Детроиту 1967. и понуде за посао, Отс се преселила преко реке Детроит у Канаду 1968. са супругом, на место професора на Универзитету Виндзор у Онтарију. Године 1978. преселила се на Принстон, Њу Џерси, и почела да предаје на Универзитету Принстон.
Отс се повукла из наставе на Принстону 2014. уз почасну забаву за пензионисање у новембру те године.
Отс је предавала креативну кратку фикцију на  Берклију од 2016. године и нуди курс у пролећним семестрима.

## Продуктивност
Отс пише руком, радећи од „8 до 1 сваки дан, па опет два или три сата увече“. Њена плодност је постала један од њених најпознатијих атрибута, иако се о њој често говори омаловажавајуће. Њујорк тајмс је 1989. написао да је њено „име синоним за продуктивност“. Мартин Бедфорд је написао да је „можда она жртва сопствене продуктивности“. Године 2004. The Guardian је приметио да, „скоро свака рецензија њене књиге, изгледа, почиње листом њених укупних публикација“.

## Лични живот
Џојс је упознала Рејмонда Џеј Смита, колегу постдипломца, на Универзитету Висконсин-Медисон, и венчали су се 1961. Смит је постао професор књижевности 18. века, а касније уредник и издавач. Отс је то партнерство описала као „брак истомишљеника...“ и „веома колаборативан и маштовит брак“. Смит је умро од компликација од упале плућа 18. фебруара 2008, а смрт је дубоко утицала на Отс. У априлу 2008. Отс је написала интервјуеру: „Од неочекиване смрти мог мужа, заиста имам врло мало енергије [...] Мој брак — моја љубав према мом мужу — изгледа да ми је на првом месту у животу, а не моје писање. Поред његове смрти, будућност мог писања једва да ме занима у овом тренутку.“
После шест месеци скоро самоубилачког туговања за Смитом, Отс је упознала Чарлса Гроса, професора на Одељењу за психологију и Институту за неуронауке на Принстону, на вечери у њеној кући. Почетком 2009. Отс и Грос су се венчали. Дана 13. априла 2019. Отс је путем Твитера објавила да је Грос умро у 83. години.
Отс је била члан управног одбора Меморијалне фондације Џона Сајмона Гугенхајма од 1997. до 2016. Она је почасни члан Симпсон књижевног пројекта, који сваке године додељује књижевну награду Симпсон/Џојс Керол Отс од 50.000 долара писцу на средини каријере. Више пута је служила као резиденцијална уметница Пројекта.

## Награде и почасти

### Winner
- 1955–1956: Scholastic Art & Writing Awards|Scholastic Art & Writing Award
- 1967: O. Henry Award – "In the Region of Ice"[47]
- 1968: Macha Rosenthal Award, National Institute of Arts and Letters – A Garden of Earthly Delights
- 1970: National Book Award for Fiction – them (novel)[48]
- 1973: O. Henry Award – "The Dead"[47]
- 1988: St. Louis Literary Award from the Saint Louis University Library Associates[49][50]
- 1990: Rea Award for the Short Story
- 1996: Bram Stoker Award for Best Novel – Zombie
- 1996: PEN/Malamud Award for Excellence in the Art of the Short Story
- 1997: Golden Plate Award, American Academy of Achievement[51]
- 2002: Helmerich Award[52]
- 2003: The Kenyon Review Award[53]
- 2005: Prix Femina Etranger – The Falls
- 2006: Chicago Tribune Literary Prize[54] (Chicago Tribune)
- 2006: Honorary Doctor of Humane Letters, Mount Holyoke College[55]
- 2007: Humanist of the Year, American Humanist Association[56]
- 2009: National Book Critics Circle Award#Ivan Sandrof Award for Lifetime Achievement, NBCC[57]
- 2010: National Humanities Medal[58]
- 2010: Premio Fernanda Pivano Award
- 2011: Honorary Doctor of Arts, University of Pennsylvania[59]
- 2011: World Fantasy Award for Best Short Fiction – Fossil-Figures[60]
- 2011: Bram Stoker Award for Best Fiction Collection – The Corn Maiden and Other Nightmares[61]
- 2012: Stone Award for Lifetime Literary Achievement, Oregon State University
- 2012: Norman Mailer Prize, Lifetime Achievement[62]
- 2012: Bram Stoker Award for Best Fiction Collection – Black Dahlia and White Rose: Stories[63]
- 2019: Jerusalem Prize, Lifetime Achievement
- 2020: Prix mondial Cino Del Duca, work as a message of modern humanism
- 2023: Taobuk Award, for high-profile personalities in the literary, artistic and civic worlds
- 2024: Honorary Doctor of the Humane Letters, Princeton University
- 2024: Fitzgerald Prize, France

### Финалиста
- 1970: Pulitzer Prize for Fiction – The Wheel of Love and Other Stories[64]
- 1993: Pulitzer Prize for Fiction – Black Water[65][66]
- 1995: Pulitzer Prize for Fiction – What I Lived For[65]
- 2001: Pulitzer Prize for Fiction – Blonde[65]
- 2015: Pulitzer Prize for Fiction – Lovely, Dark, Deep: Stories[65]